# Buzz!
Buzz! – seria gier wydana na konsolę PlayStation 2, PlayStation 3 i PlayStation Portable, stworzona i wydana przez Sony Computer Entertainment.